# Golden Valley megye (Montana)
Golden Valley megye az Amerikai Egyesült Államokban, azon belül Montana államban található. Megyeszékhelye és legnagyobb városa Ryegate. Lakosainak száma 823 fő (2020. április 1.). Golden Valley megye Fergus, Stillwater, Yellowstone, Musselshell, Sweet Grass és Wheatland megyékkel határos.

## Népesség
A megye népességének változása:
| Lakosok száma | 881  | 848  | 840  | 859  | 827  | 823  |
|               | 2010 | 2011 | 2012 | 2013 | 2015 | 2020 |